# The Walking Dead (temporada 10)
La desena temporada de The Walking Dead, una sèrie de televisió de terror post-apocalíptica nord-americana a AMC es va estrenar el 6 d’octubre de 2019 i va concloure el 4 d’abril de 2021, que constava de 22 episodis. Desenvolupada per a televisió per Frank Darabont, la sèrie es basa en la sèrie de còmics del mateix nom de Robert Kirkman, Tony Moore i Charlie Adlard. Els productors executius són Kirkman, David Alpert, Scott M. Gimple, Angela Kang, Greg Nicotero, Joseph Incaprera, Denise Huth i Gale Anne Hurd, amb Kang com a showrunner per segona temporada consecutiva.
Aquesta temporada adapta material dels números núm. 145–174 de la sèrie de còmics i se centra en la preparació del grup i la guerra contra els xiuxiuejadors. Situada uns quants mesos després de la massacre perpetrada per Alpha (Samantha Morton) durant la fira comunitària, la temporada se centra en les comunitats unides mentre inicien una lluita per acabar amb l'amenaça dels Xiuxiuejadors.
La desena temporada és l'última temporada de la sèrie regular Danai Gurira, que ha interpretat a Michonne des de la tercera temporada. El final de temporada previst estava programat per emetre's el 12 d'abril de 2020, però la postproducció es va retardar a causa de la pandèmia COVID-19 en curs. En canvi, l'episodi es va emetre el 4 d'octubre de 2020, amb sis episodis addicionals afegits a la desena temporada que es van emetre del 28 de febrer al 4 d'abril de 2021.

## Episodis
| # | Núm. | Títol original                | Dirigit per              | Escrit per                          | Data d'estrena als Estats Units |
| --- | ---- | ----------------------------- | ------------------------ | ----------------------------------- | ------------------------------- |
| 132 | 1    | «Lines we cross»              | Greg Nicotero            | Angela Kang                         | 6 d'octubre de 2019             |
| Un satèl·lit de la Unió Soviètica surt de l’òrbita i s’estavella cap a la terra. Han passat diversos temps des de la darrera reunió amb els xiuxiueigs i les comunitats d'Oceanside i Alexandria prosperen en pau, amb molta cura de no creuar fronteres amb el territori dels xiuxiueigs. Un dia Judith i els nens troben una màscara Whisperer portada pel corrent. El descobriment causa preocupació a les comunitats que es pregunten què fer: Negan suggereix a Gabriel que menteixi per tranquil·litzar els habitants d’Alexandria, però el sacerdot decideix augmentar el nivell d’alerta i vigilància. A Oceanside, Michonne, Aaron i altres fan una exploració per cercar rastres dels xiuxiuejadors i trobar proves de violació del seu territori. Mentrestant, a Kelly li preocupa que perdi la seva audició com Connie, però la seva germana la tranquil·litza. Carol torna d'una expedició marítima per pescar traces de Maggie i es reincorpora a Daryl. Aquest l’actualitza sobre els darrers esdeveniments i Carol li ofereix fugir junts cap a l’oest, però Daryl li diu que vol que es quedi a costa d’enfonsar tots els vaixells. De sobte, una explosió al cel crida l’atenció de tothom: el satèl·lit soviètic s’estavella al bosc prop de Oceanside més enllà de la frontera dels Xiuxiuejadors. Oceanside creua la frontera per apagar el foc que s’ha estès i, ajudat també per Alexandria, aconsegueix apagar-lo i eliminar el ramat de vagabunds atrets. Després d’escapar del perill, Eugene demana a Michonne que recuperi el satèl·lit per buscar peces precioses i finalment decideix acompanyar-lo. Mentrestant, Carol, que ha deixat el grup per parlar amb Daryl, es troba amb Alpha sortint del bosc més enllà d'un penya-segat. |      |                               |                          |                                     |                                 |
| 133 | 2    | «We Are the End of the World» | Greg Nicotero            | Nicole Mirante-Matthews             | 13 d'octubre de 2019            |
| En un flashback de set anys abans, s’explica la primera trobada entre Alpha i Beta: els dos compartien la visió del món i la dona el va convèncer perquè s’unís a ella i a Lydia. En aquella ocasió, Beta va crear la seva pròpia màscara pelant un vagabund que va ser el seu amic. En l'actualitat, Frances, una de les xiuxiuejadores, està patint un atac psicològic perquè ha hagut d'abandonar el seu fill acabat de néixer. Alpha decideix perdonar-la i Beta al marge li diu que no hauria de ser indulgent, sinó que haurien de mostrar força al grup atacant altres comunitats. L'endemà, Alpha condueix un grup de xiuxiueig a un camp per recollir més caminants. De sobte, es veu que el satèl·lit soviètic s'estavella i el paquet comença a dispersar-se a causa de l'explosió a l'atmosfera. Frances té un flashback del seu bebè i, de sobte, ataca Alpha: els dos estan separats dels altres Xiuxiueigs i Frances acaba sent devorada pels caminants. De tornada al campament, Alpha elogia la germana de Frances per haver-la ajudat a ella i la seva lleialtat, anomenant-la "Gamma". L'endemà, Beta descobreix que Alpha va fer un santuari per a Lídia i que va mentir sobre matar-la. Alpha esclata a plorar i admet que mai no podria matar la seva filla, de manera que destrueix el santuari i li prega que el mantingui en secret. Ho promet i l'informa que probablement l'enemic hagi creuat la frontera. Llavors, Alpha condueix el grup cap al bosc cap al satèl·lit, quan nota alguna cosa i surt del bosc per veure Carol observar-la sobre el penya-segat. |      |                               |                          |                                     |                                 |
| 134 | 3    | «Ghosts»                      | David Boyd               | Jim Barnes                          | 20 d'octubre de 2019            |
| Alexandria és atacada repetidament per grups de caminants. Al cap de dos dies, els vilatans també estan esgotats per la falta de son, quan Gamma apareix a les portes dient que han d’anar a la frontera nord per parlar amb Alpha. El consell decideix complir la sol·licitud, de manera que Michonne, Daryl, Carol i altres van a la reunió, mentre que Negan es recluta per defensar la comunitat amb Aaron. En arribar a la reunió, Alpha els acusa d’haver creuat la frontera repetidament, demostrant haver-los observat sempre, i els obliga a donar als Territoris més terres per evitar represàlies. Malgrat les protestes de Carol, Michonne i els altres accepten i marxen cap a casa. Durant el camí, Carol observa tres xiuxiueigs que els espien, però cap dels altres els veu i comencen a pensar que Carol al·lucina per falta de son i les pastilles que pren. Mentrestant, mentre maten els caminants, Aaron discuteix amb Negan perquè es veu frustrat per la mort d'Eric. De sobte, Aaron és atacat per alguns caminants i queda cegat per una irritant planta que creix sobre els seus cossos, però Negan intervé per salvar-lo i fa guàrdia mentre es recupera. Mentrestant, Carol ha repetit les al·lucinacions i les lluites d’Enric per reconèixer la realitat a partir dels breus malsons que té d’adormir-se. Torna a veure un Xiuxiueig i el segueix, acabant en una trampa on és atacada per caminants, que, no obstant això, aconsegueixen matar mentre és ferida per una estella. Rescatada pels seus companys, la porten de tornada a Alexandria, on Siddiq també mostra mentrestant els símptomes del trastorn d’estrès postraumàtic per haver estat testimoni de la massacre feta pels Whisperers. A la matinada, tothom se’n va a casa esgotat: la Rosita esbufega a Eugene perquè s’adona que encara vol alguna cosa entre ells i Eugene confessa inconscientment que ell és el seu amic només amb l'esperança que alguna cosa naixi entre ells. Dante, adonant-se dels problemes de Siddiq, diu que ell mateix en va patir després d’haver estat metge de camp a l’Iraq. Despert, Carol li pregunta a Daryl si la creu sobre la història dels Whisperers i ell diu que sí: de fet, durant la trobada amb els caminants, Carol va ferir mortalment un dels Whisperers. |      |                               |                          |                                     |                                 |
| 135 | 4    | «Silence the Whisperers»      | Michael Cudlitz          | Geraldine Inoa                      | 27 d'octubre de 2019            |
| Un arbre cau sobre la tanca del turó ferint alguns habitants. Mentrestant el grup de Magna manté els caminants amuntegats fora ocupats, la resta de vilatans porten els ferits a salvo. Mentrestant, Michonne, que es dirigeix cap al turó amb una petita caravana, nota Ezekiel vagant sol pel bosc i s’hi uneix: l’home està deprimit perquè ha perdut el seu regne i molts éssers estimats, però Michonne el consola dient-li que ella també va passar un moment similar. Mentrestant, a Alexandria, Lídia és objectiu de Margo i altres antics bandits que l'acusen de ser còmplice de la mort d'Ozzy i Alek. La Lydia els manté al dia i la situació degenera quan al vespre la sorprenen i els copegen: Negan, però, intervé per defensar-la i en la lluita fa ferir mortalment a Margo. La comunitat vol executar Negan, però Gabriel decideix que el consell posposarà la decisió fins l'endemà. Daryl es posa en contacte amb Michonne a Hilltop, que assenyala la importància de Lydia com a element dissuasiu que impedeix als xiuxiuejats llançar la seva horda de caminants contra Alexandria. L'endemà, però, Negan va desaparèixer de la seva cel·la i Lydia n’és la culpable, deixant-se tancada al seu lloc. Daryl s'uneix a ella i li diu que sap que és innocent perquè la mirava aquella nit, però la noia diu que prefereix quedar-se a la cel·la perquè no se sent fora de perill. Mentrestant, a Hilltop, Michonne, Judith i Luke marxen cap a Oceanside, on van rebre una trucada de socors. |      |                               |                          |                                     |                                 |
| 136 | 5    | «What It Always Is»           | Laura Belsey             | Eli Jorne                           | 3 de novembre de 2019           |
| A Negan s’uneix al bosc Brandon, fill de dos salvadors que l’idolatra. Brandon li dona la jaqueta de cuir i un club amb punxes, insultant Rick i Carl, però Negan no suporta aquestes referències al seu passat. Mentrestant, a Hilltop s'han repetit robatoris i Kelly no ha tornat de la caça, de manera que Connie, Daryl i Magna van a buscar-la. Mentrestant, Negan salva una mare i el seu fill dels caminants: els dos diuen que van escapar de la massacre dels xiuxiuejadors del seu campament, però Brandon suggereix que els robin. En aquesta última sortida, Negan el persegueix, dient-li que no es torni a veure. Mentrestant, a Hilltop, Ezekiel confessa a Siddiq que té càncer de tiroide com la seva àvia i el seu pare, però dubta que es curarà per manca de tecnologia mèdica. En un altre lloc, Gamma destrueix els vagabunds al riu per contaminar-lo, com a part del pla d'Alpha de desgastar les comunitats quan es lesiona la mà. L’Aaron, que l’observava furtivament, li llença uns embenatges per ser amable, però ella fuig i informa a Alpha del que va passar. Això últim suggereix, però, fingir interès per Aaron perquè pot ser útil. Mentrestant, Daryl i els altres troben a Kelly ferida i Kelly insta Magna a revelar el seu secret secret: el botí Hilltop robat. El grup torna al cim dient que els subministraments s'han trobat al bosc. Brandon torna a Negan matant la seva mare i el seu fill, pensant que era una prova: furiós, Negan també el mata, després agafa la jaqueta i el bastó i es dirigeix cap a la frontera. Quan topa amb alguns caminants, comença a matar-los, però Beta el sorprèn que el llença a terra. |      |                               |                          |                                     |                                 |
| 137 | 6    | «Bonds»                       | Dan Liu                  | Kevin Deiboldt                      | 10 de novembre de 2019          |
| Carol i Daryl van a la frontera per observar secretament els Xiuxiuejadors i intentar localitzar la seva horda. Mentrestant, Negan demana unir-se als Whisperers i, malgrat l’oposició de Beta, Alpha ordena que el facin provar. Mentrestant, mentre Siddiq i Dante lluiten contra un brot de grip estomacal que ha afectat Alexandria, Eugene manté una conversa amb una dona desconeguda a la ràdio. Aquesta última no vol revelar detalls perquè tem que la puguin posar en perill, però accepta una nova cita a la ràdio sempre que Eugene no reveli res als altres. Mentrestant, quan cau la nit, Carol i Daryl s’infiltren al territori Whisperer per buscar l’horda i separar-se. Quan es troben a la frontera, Daryl descobreix que Carol ha capturat un xiuxiueig amb la intenció d’interrogar-lo. Mentrestant, Negan realitza les tasques que li ha confiat Beta mantenint la seva audàcia. Beta l’abandona enmig dels caminants per eliminar-lo i li diu a Alpha que era massa feble, però Negan aconsegueix sortir il·lès i ofereix a Alpha els seus serveis. |      |                               |                          |                                     |                                 |
| 138 | 7    | «Open Your Eyes»              | Michael Cudlitz          | Corey Reed                          | 17 de novembre de 2019          |
| Carol demana a Lydia consell sobre com interrogar el xiuxiueig capturat i la noia suggereix que la prosperitat d'Alexandria podria inculcar una idea perillosa per a la filosofia nihilista dels xiuxiueig. Mentrestant, Aaron es troba amb Gamma i els dos parlen. Quan Gamma torna a Alpha sense molta informació, se li ordena obtenir-la a qualsevol preu. Mentrestant, Carol ofereix pa i melmelada fresca al pres que li escup a la cara, proclamant-se lleial a Alpha perquè va sacrificar la seva filla pel grup. Carol va a buscar que Lydia li demostrés que Alpha va mentir, però abans que pugui tornar, el Xiuxiueig mor de sobte. Siddiq acusa Dante d'haver-li donat per eruga la cicuta, però aquest respon que va ser ell qui va preparar la infusió. Mentrestant, Gamma es retroba amb Aaron de nou i l’amenaça amb un ganivet per obligar-lo a parlar, però els dos s’uneixen amb Carol i Lydia. A la vista de la nena, Gamma fuig desesperat; Lydia, en canvi, sentint-se utilitzada, creua la frontera i entra al bosc. Mentrestant, a Alexandria, Siddiq encara està turmentat pels records de la matança que va presenciar. Dante l’arriba per consolar-lo, però de sobte Siddiq reconeix la veu d’un dels Xiuxiueigs: intenta colpejar-lo, però Dante aconsegueix aclaparar-lo i sufocar-lo fins a la mort. |      |                               |                          |                                     |                                 |
| 139 | 8    | «The World Before»            | John Dahl                | Julia Ruchman                       | 24 de novembre de 2019          |
| Dante va ser enviat per Alpha com a espia a Alexandria i va provocar, entre altres coses, l'epidèmia de grip. En l'actualitat, Dante intenta aclaparar Rosita, que ha arribat a controlar Siddiq, però és apunyalada i capturada. Mentrestant, Gamma es reuneix amb Aaron de nou i confessa que el fill rescatat a Hilltop és el seu net, demanant-li veure. Aaron, a canvi de la promesa d'avaluar la reunió, descobreix que es diu Mary i la ubicació de l'horda Alpha. Mentrestant, Michonne i els altres s’aturen a una biblioteca de camí a Oceanside. Mentre Michonne rep la notícia de la mort de Siddiq per la ràdio, Luke és salvat per un desconegut quan és atacat per alguns caminants. En arribar a Oceanside, descobreixen que l'estrany ha estat capturat per intentar robar un vaixell. Michonne l’interroga i descobreix que l’home, Virgili, intenta tornar a la seva família que viu a una base naval propera. Després, Michonne l'acompanya amb un vaixell a canvi d'armes per enfrontar-se a l'horda Alpha. Mentrestant, a Alexandria, Gabriel va a Dante dient-li que està profundament entristit per la mort de Siddiq, i després el punxa brutalment. Mentrestant, Daryl, Carol i Aaron es troben amb Magna, Jerry, Connie i Kelly al bosc: junts segueixen les indicacions de Gamma per intentar rastrejar l’horda, però quan arriben al lloc establert no la poden trobar. Aleshores, el grup comença a buscar Lydia, quan de sobte Carol veu a Alpha fugint al bosc i intenta arribar-hi seguida dels altres. Un darrere l’altre, però, acaben en un parany, caient en una cova subterrània on es troben envoltats per l’horda. |      |                               |                          |                                     |                                 |
| 140 | 9    | «Squeeze»                     | Michael E. Satrazemis    | David Leslie Johnson-McGoldrick     | 23 de febrer de 2020            |
| L'Alpha torna a Beta i Gamma dient que hi ha d'haver un espia perquè l'enemic sap on és l'horda. Més tard, Negan suggereix que Gamma és el traïdor i Alpha l’amenaça amb que no sembri discòrdia, però poc després informa a Beta que Gamma és l'espia, de manera que es lliura a Negan per recompensar-lo per la informació. Mentrestant, a la cova, Daryl i els altres aconsegueixen arribar a una habitació secundària a través de les roques aixecades. Allà són atacats per uns xiuxiueigs que aconsegueixen matar alguns i intenten seguir els que fugen cap a la sortida. Travessant alguns estrets túnels, el grup arriba a l'entrada semi-col·lapsada d’una antiga mina que dona a un avenc, al fons del qual hi ha l’horda. Kelly troba una caixa de dinamita, però se li demana que no la toqui, perquè en ser molt vella podria explotar de cop. A mesura que el grup cava per eixamplar un passadís per sortir, Carol intenta col·locar dinamita a les roques que hi ha sobre l’avenc per enterrar l’horda, però ella rellisca i la salva Daryl abans de caure. Mentrestant, els altres aconsegueixen obrir un passadís i comencen a sortir, però són atacats per altres Xiuxiueigs tant dins com fora de la cova. Magna i Connie es queden enrere per enfrontar-se a ells, però a mesura que surten els altres, la dinamita explota atrapant-los de nou dins. Aleshores, Daryl ordena als altres que tornin a casa i informin a tothom de la ubicació de l’horda, mentre ell busca una altra entrada per salvar les noies de la cova. |      |                               |                          |                                     |                                 |
| 141 | 10   | «Stalker»                     | Bronwen Hughes           | Jim Barnes                          | 1 de març de 2020               |
| Mary apareix a les portes d’Alexandria i explica que Aaron i els altres estan atrapats a la cova, sense saber si han sortit mentrestant. Ella explica que vol ajudar perquè el nen rescatat a Hilltop és el seu nebot, però està tancada en una cel·la on Gabriel l’interroga i li diu que digui tota la veritat. Mary confessa plorosa que va ser ella qui va matar la seva germana per lleialtat a Alpha, guanyant-se la confiança de Gabriel i exposant tot el que sap sobre la cova. Mentrestant, Daryl fa una emboscada a Alpha i alguns Whisperers que mouen un grup de caminants: aconsegueix matar els Whisperers girant els caminants cap a ells, però quan s’enfronta a Alpha tots dos estan ferits i Daryl es refugia en una benzinera propera. Alpha l’aconsegueix i atrau els caminants per acabar amb ell, però Daryl aconsegueix matar-los. Mentrestant, a Alexandria reben notícies per ràdio des del lloc avançat on s’ha vist l’horda de caminants, de manera que Gabriel i un gran nombre d’habitants s’hi dirigeixen per intentar dispersar-la. Mentrestant, però, Beta, a través d’un túnel subterrani, s’esmuny a Alexandria i mata en silenci alguns habitants, esperant que revifin com vaguen. Gabriel i els altres arriben al lloc avançat trobant els guàrdies assassinats, adonant-se que han estat enganyats per deixar Alexandria desemparada: allà, de fet, els vagabunds envaeixen els carrers, mentrestant Beta ho aprofita per arribar a Mary a la cel·la, ordenant-li per seguir-lo. La Laura arriba provocant que fugi per demanar ajuda, però la Beta la mata i persegueix la Mary fins a la casa de Judith, on el dispara. Beta, però, té una armilla antibales i agafa a Mary abans que pugui escapar amb els nens, però Rosita arriba en aquest moment i es baralla amb Beta. Aquest últim torna a tenir el domini, però abans que ell la pugui matar, Mary l’atura amenaçant de suïcidar-se. Beta i Mary tornen als Whisperers, però pel camí topen amb Gabriel i els altres, de manera que Beta es veu obligada a fugir. Mentrestant, Alpha intenta arribar a Daryl per matar-lo, però es col·lapsa a terra: allà se li uneix Lydia que es nega a matar-la i porta a Daryl a salvo. |      |                               |                          |                                     |                                 |
| 142 | 11   | «Morning Star»                | Michael E. Satrazemis    | Julia Ruchman i Vivian Tse          | 8 de març de 2020               |
| L'Alpha i els Xiuxiuejadors mouen l'horda al bosc per atacar Hilltop i Negan proposa obligar-los a unir-se a ells en lloc de matar-los. Aaron, Rosita, Mary i altres d’Alexandria arriben al turó amb una caravana. Mentrestant, Eugene continua parlant per ràdio amb Stephanie, la noia que es va posar en contacte amb ell, proposant una reunió cara a cara. Més tard, Rosita troba la ràdio engegada i es dirigeix a Stephanie, que, espantada, deixa de comunicar-se. Yumiko, Kelly i Luke planegen anar a buscar Magna i Connie, però es veuen interromputs pel retorn de Daryl i Lydia portant la notícia de l'arribada de l'horda. La comunitat decideix quedar-se i lluitar i intentar escortar els nens a Oceanside, però troben el seu camí bloquejat, sentint que va ser la idea de Negan qui es va dirigir al costat dels Xiuxiuejadors. Sense la possibilitat de rebre reforços, Hilltop es prepara per a la lluita intentant aprofitar al màxim les seves defenses. Carol té una manera de compensar-se amb Ezekiel i Lydia, mentre Eugene aclareix amb Stephanie que li dona una cita en una setmana. Quan cau la foscor, l’horda arriba a Hilltop, xocant contra el filferro de pues, on els defensors de Hilltop comencen a enderrocar els caminants. Els xiuxiuejadors llancen una substància inflamable contra la càrrega i disparen fletxes flamígeres per incendiar els caminants. Mentrestant els defensors es retiren cap a la porta, Alpha replica a Negan que els enemics s'uniran a ells com a caminants i, a continuació, llança fletxes flames que causen foc al cim del turó. |      |                               |                          |                                     |                                 |
| 143 | 12   | «Walk With Us»                | Greg Nicotero            | Eli Jorné i Nicole Mirante-Matthews | 15 de març de 2020              |
| Els defensors del cim lluiten ferotge entre focs mentre l’horda de caminants avança inexorablement. En la lluita, Yumiko veu Magna al mig del ramat camuflada entre els caminants, mentre Carol s’adona des de les muralles que la batalla està perduda. Al matí, Negan vol celebrar la victòria, però Alpha li diu que no serà fins que trobi la Lídia, de manera que ella li ordena arrodonir els caminants. Els supervivents del cim es van dividir en grups i van concertar una cita en un punt de trobada. L'Aaron porta a Luke, que està inconscient, quan es troba amb Negan disfressat de Xiuxiueig: intenta explicar la seva posició, però un Aaron enfadat comença a atacar-lo, però ha d'abandonar-se quan alguns caminants s'apropen i amenacen Luke. Mentrestant, Negan s'allunya i localitza Lydia, aconseguint capturar-la. En altres llocs, Kelly, Alden, Mary i el seu nebot Adam són atacats per alguns caminants. Kelly, Alden i Adam troben refugi en una furgoneta abandonada, mentre Mary atrau els caminants i aconsegueix matar-los; no obstant això, arriba la Beta i la clava a mort. En la baralla, Mary arrenca una part de la màscara de Beta i un altre Xiuxiueig el reconeix, obligant a Beta a matar-lo. Aquest últim espera que Mary ressusciti com a vagabunda, però immediatament és abatuda per una fletxa d'Alden i Beta es veu obligada a fugir. Mentrestant, Magna li diu a Yumiko que va perdre de vista a Connie durant la fugida de la cova, mentre Carol insta Eugene a anar a la cita amb Stephanie que ell va mencionar. Mentrestant, Daryl, Rosita i Jerry condueixen un grup de supervivents al punt de trobada, però no troben els nens. Daryl i Jerry tornen al turó per trobar a Ezekiel que els diu que els nens van fugir amb Earl, i així van emprendre el seu rastre. Mentrestant, Earl ha conduït els nens a una casa abandonada, però ha estat mossegat per un caminant i es prepara per suïcidar-se abans que es converteixi en un perill. Judith se n’adona i, a contracor, el deixa suïcidar-se, però es veu obligada a enderrocar-lo quan es converteix en un vagabund; poc després, Daryl i els altres arriben portant els nens a la seguretat. Mentrestant, Negan li revela a Alpha que ha capturat Lydia i la condueix a una cabana al bosc. Al llarg del camí, li explica com la mort de la seva dona Lucille per càncer de pàncrees el va transformar, sense tenir sentiments des de llavors. Alpha continua donant suport a la seva filosofia nihilista i argumenta que ha de matar la seva filla per "alliberar-la". Quan arriben al cobert Alpha, la troba buida i es dona la volta, se sorprèn de ser assassinada per Negan, que la decapita, i després porta el cap a Carol. |      |                               |                          |                                     |                                 |
| 144 | 13   | «What We Become»              | Sharat Raju              | Vivian Tse                          | 22 de març de 2020              |
| Michonne i Virgili arriben a la base naval, trobant-la deserta. Virgili admet que la seva família ha mort i va portar-hi Michonne per ajudar-lo a enderrocar els caminants en què es van convertir. Michonne accepta ajudar i neteja un edifici ple de caminants, però quan demana les armes promeses, Virgili li demana que esperi fins al dia següent. Durant la nit, Michonne explora els edificis i sent veus, però Virgili apareix de sobte atrapant-la en una habitació. Els rumors que va escoltar pertanyen a tres persones tancades a l’habitació del costat. Diuen que formaven part del grup de Virgili i que les coses solien anar bé, tant que donen la benvinguda contínua als supervivents. No obstant això, quan el menjar era escàs, la situació va degenerar ràpidament i Virgili va tancar l'edifici on els Wanderers s’havien despert, només per descobrir massa tard que la seva família també hi era. Virgili dona a Michonne una decocció d’estramoni que la fa al·lucinar. Inicialment apareix Siddiq i l’acusa de no haver-lo protegit, després té una visió de la seva vida diferent. No salva Andrea i, per tant, no s'uneix al grup de Rick, sinó que es troben amb Negan i s'uneixen als Saviors. Ella sobreviu a l'atac de l'emissora de ràdio i el primer encontre entre Rick i Negan és ella qui tria la víctima, que és ella mateixa, però finalment és assassinat per Daryl i Rick. Quan es recupera de l'efecte al·lucinogènic, Virgili és al seu costat, així que aprofita per alliberar-se, ajudar els altres presoners i finalment capturar Virgili, que tanmateix va cremar el vaixell al que van arribar. Quan Michonne recupera les seves coses del magatzem, veu el que semblen les botes de Rick; llavors porta Virgili a on els va trobar, un vaixell a la deriva, i allà troba un gravat d'ella i Judith signat per Rick. Virgili finalment decideix quedar-se a l'illa, mentre Michonne rep un viatge dels altres supervivents amb el vaixell per tornar a la costa. Al llarg del camí, es posa en contacte amb Judith, que li diu que els Xiuxiueigs han estat derrotats i que Alpha ja no és un perill, i després l’insta a anar a la recerca de Rick. Michonne continua cap al nord i es troba amb dos supervivents, ajudant-los a arribar a una gran caravana d'altres supervivents. |      |                               |                          |                                     |                                 |
| 145 | 14   | «Look at the Flowers»         | Daisy von Scherler Mayer | Channing Powell                     | 29 de març de 2020              |
| En un flashback, Carol allibera a Negan de la seva cel·la i li demana que maten Alpha a canvi de rehabilitar-lo a Alexandria. En l'actualitat, Carol posa el cap d'Alpha sobre un pal a la frontera, però li diu a Negan que va trigar massa i se'n va. Mentrestant, Eugene revela l'existència de Stephanie als supervivents de Hilltop, de manera que ell, Yumiko i Ezekiel viatgen a la reunió amb l'esperança de trobar aliats. Mentrestant, Beta troba el cap d’Alpha, l’agafa i va a una casa on va viure i atrau els caminants amb un disc que va compondre quan era músic. Mentrestant, Negan torna al cobert on va deixar Lydia però mentrestant ella es va alliberar, trobant Daryl, a qui explica el que va passar. Els dos es dirigeixen a la frontera per buscar el cap d'Alpha, quan se'ls uneixen tres Xiuxiueigs que desarmen Daryl i s'inclinen cap a Negan com a nou líder. Aquest últim pretén jugar el seu joc abans de matar-los i salvar Daryl, amb qui torna a Alexandria. Carol entra al bosc perseguit per les al·lucinacions d'Alpha: intenta recuperar una barca del cobert per marxar cap al mar, però queda atrapada quan cau el terrat. Mentre que l’al·lucinació d’Alpha li continua dient que ja no hi ha esperança, Carol aconsegueix alliberar-se i matar el caminant que s’acosta, decidint llavors tornar a Alexandria. Mentrestant, Eugene, Ezekiel i Yumiko arriben a una ciutat on alguns caminants estan lligats i vestits de manera grotesca: mentre l'exploren, es troben amb una noia armada d’aspecte extravagant. Mentrestant, Beta, després d'haver reunit un ramat de caminants, es posa al cap i comença a guiar-lo. |      |                               |                          |                                     |                                 |
| 146 | 15   | «The Tower»                   | Laura Belsey             | Kevin Deiboldt i Julia Ruchman      | 5 d'abril de 2020               |
| La noia extravagant es presenta com a Juanita, però prefereix que es digui princesa i diu que porta sola un any en aquesta ciutat. Quan els caminants s’acosten, la princesa els dispara, espantant els cavalls que fugen. Yumiko és molt desconfiada i creu que no es pot confiar en ella, però Eugene i Ezekiel pensen que hauríem d’intentar acceptar la seva ajuda. Mentrestant, Beta i els Xiuxiuejadors condueixen el ramat reunit a Alexandria, però el troben desert. De fet, els habitants s'han refugiat en un hospital abandonat anomenat Tower, juntament amb Hilltop i Oceanside. Aaron i Alden, amagats a Alexandria, mantenen els Whisperers sota control, informant a la Torre que Beta els dirigeix a Oceanside, tal com volien. Mentrestant, al bosc, Daryl accepta ensenyar a Judith com esdevenir caçadora; els dos es troben amb un xiuxiueig que està reunint caminants i Judith és testimoni del seu assassinat a sang freda, sorprès. La nena li confessa a Daryl que ha estat contactada per Michonne i tem que mai no tornarà, de manera que Daryl la tranquil·litza que ell s’encarregarà de protegir-la. Mentrestant, a la Torre, Negan insta Lydia a colpejar-lo i plorar la seva mare; la noia s’enfada amb ell dient que l’odiava, però finalment esclata a plorar i es consola. Mentrestant, Principessa condueix Eugene i els altres a un garatge on, segons ella, hi ha vehicles; no obstant això, els condueix a través d'un camp de mines, dibuixant la ira de Yumiko quan ho descobreix, però finalment els treu. Eugene nota que els ha donat la volta, de manera que la princesa admet que ho va fer només per passar més temps amb ells, segur que l’abandonarien. Finalment els condueix a un garatge on troben bicicletes, de manera que Yumiko decideix perdonar-la i li pregunta si vol unir-s'hi. Mentrestant, la Beta s’adona que alguna cosa no funciona i fa que l’horda canviï de direcció; Aaron i Alden ho noten alertant la Torre, però se'ls uneixen uns Xiuxiueigs. Beta arriba a l'hospital abandonat amb l'horda, mentre continua escoltant veus al cap. |      |                               |                          |                                     |                                 |
| 147 | 16   | «A Certain Doom»              | Greg Nicotero            | Jim Barnes, Eli Jorné i Corey Reed  | 4 d'octubre de 2020             |
| L'horda Beta envolta l'hospital on Gabriel i els altres discuteixen com executar el seu pla: atraure els caminants amb música i portar-los a un penya-segat. Daryl i altres voluntaris es cobreixen a les entranyes per fondre’s amb els caminants i travessar l’horda, mentre que des de l’hospital els arquers els tapen i maten els amenaçadors Xiuxiuejadors. Beta s'adona que els apunten i ordena als seus homes que ataquin l'entrada, on a l'interior es preparen per a l'evacuació. Daryl i els altres arriben al vagó amb l'altaveu que havien preparat i comencen a atraure el ramat, però són atacats pels Xiuxiueigs, que destrueixen el vagó i els obliguen a retirar-se. Mentrestant, a la Torre, els Xiuxiueigs obren les defenses i Gabriel continua lluitant contra ells per deixar escapar els altres; quan està a punt de ser assassinat, és salvat per un home emmascarat que arriba juntament amb Maggie, Aaron i Alden. Mentrestant, Daryl i els altres s’infiltren al ramat i maten els xiuxiueigs un a un. Beta s'adona d'això, però és atacat per Negan i Daryl que finalment aconsegueixen ferir-lo mortalment. Llavors, Lydia i Carol condueixen el ramat de caminants fins al penya-segat i la noia impedeix que Carol es llanci amb els caminants, portant-la de tornada als altres. Quan Virgil troba una Connie ferida al bosc, Eugene i els altres arriben al punt de trobada amb Stephanie en un intercanviador de ferrocarrils. Quan sembla que ara no hi apareixerà ningú, ràpidament s’envolten d’un grup d’homes armats que porten armadures blanques. |      |                               |                          |                                     |                                 |
| 148 | 17   | «Home Sweet Home»             | David Boyd               | Kevin Deiboldt i Corey Reed         | 28 de febrer de 2021            |
| Maggie s'assabenta que Negan ha estat alliberat i de la destrucció de Hilltop; després, juntament amb Daryl, Kelly i els seus companys Elijah i Cole, torna al seu grup. En arribar al refugi, descobreixen que ha estat atacat i que els seus companys han fugit juntament amb el seu fill Hershel. Cole explica que és probable que sigui la feina dels segadors, un grup que els va dirigir. Després de seguir les pistes una estona sense èxit, decideixen dividir-se en dos grups. Maggie i Daryl troben tres dels seus companys, però són atacats per un franctirador ocult que els mata un darrere l’altre. Maggie i Daryl aconsegueixen apropar-se a ell per enfrontar-se al cos a cos, però el misteriós atacant aconsegueix atordir-los. Quan està a punt de llançar-se contra Maggie de nou, és atropellat per una fletxa i envoltat per Kelly, Elijah i Cole. Maggie li diu que reveli qui és i les seves intencions, però l'home afirma que Maggie va ser titllada de "el Papa", de manera que es detona amb una magrana. El grup finalment troba Hershel i els altres supervivents i torna a Alexandria, on la població té la intenció de reparar els danys causats per la destrucció dels xiuxiueigs. |      |                               |                          |                                     |                                 |
| 149 | 18   | «Find Me»                     | David Boyd               | Nicole Mirante-Matthews             | 7 de març de 2021               |
| Daryl va a caçar i Carol insisteix a acompanyar-lo. Mentre escorcollen, el seu gos troba una casa al bosc i Carol troba un missatge deixat en un compartiment secret a terra. Daryl relata que cinc anys abans, quan vivia sol en un camp proper, va conèixer la nena que vivia a la casa, Leah. Després d’unes quantes reunions de desconfiança mútua, els dos van començar una relació, però després de deu mesos i una discussió, Daryl va tornar a trobar la casa en un embolic i Leah falta, decidint deixar el missatge amb l'esperança de retrobar-se. Un cop acabada la història, Daryl també es baralla amb Carol, acusant-la de ser la causa de la desaparició de Connie. |      |                               |                          |                                     |                                 |
| 150 | 19   | «One More»                    | Laura Belsey             | Erik Mountain i Jim Barnes          | 14 de març de 2021              |
| Gabriel i Aaron busquen subministraments amb un mapa que els ha donat Maggie, però sense sort. Desanimats, troben accidentalment un cobert amb un senglar dins que Aaron es veu obligat a matar. Els dos passen la nit allà, festejant amb senglars i bevent el whisky trobat. Gabriel mentre parlen afirma que els homes malvats són la regla, sorprenent a Aaron. Al matí, Gabriel ja no troba el seu amic i es troba amb un pistoler, Mays, que ha capturat Aaron i els obliga a jugar a la ruleta russa. Els dos intenten convèncer-lo que són bones persones, però ell repeteix el que va dir Gabriel a la nit i posa l'exemple del seu germà, que l’havia atacat per robar-li el menjar. Davant dels dos disposats a suïcidar-se per salvar el seu amic, Mays es rendeix, però tan bon punt es distreu, Gabriel el mata, justificant-se que era massa perillós. Abans de marxar, els dos suposen que Mays els havia espiat i van trobar un àtic amagat on el seu germà encara està encadenat davant dels cadàvers de la seva família. Gabriel intenta alliberar-lo, però l'home li roba l'arma i se suïcida, sense voler viure sense la seva família. Després d’abandonar el cobert, Gabriel i Aaron arriben a la torre de l’aigua, l’últim lloc del mapa on poden trobar subministraments. |      |                               |                          |                                     |                                 |
| 151 | 20   | «Splinter»                    | Laura Belsey             | Julia Ruchman i Vivian Tse          | 21 de març de 2021              |
| Eugene, Ezekiel, Yumiko i Princesa són capturats i separats en els vagons d’un tren de mercaderies. La princesa parla amb Yumiko, ferit durant la captura, des del vagó adjacent a través d’una esquerda, però en un moment donat sent que l'emporten. Al matí, la princesa descobreix un panell extraïble per sortir del vagó i troba a Eugene, però ell la convenç de tornar a dins per no mostrar-se hostil als soldats i empitjorar la situació. Tan bon punt torna, la Principessa és recollida i, després de comprovar que no l’ha picat, és interrogada agressivament. La noia continua preguntant sobre Yumiko i no respon a les preguntes, de manera que la porten de nou al carro. Poc després, Eugene també és recollit del seu vagó, mentre que Ezekiel entra de sobte al vagó des del terrat. Quan un soldat entra al vagó Ezequiel aconsegueix aclaparar-lo i comença a interrogar-lo, però comença una baralla entre els dos. De sobte, la princesa s’adona que només ha imaginat a Eziekel i és ella mateixa qui colpeja el soldat. Després de lligar-lo, intenta escapar, trobant a Eziekel de nou a l’altra banda de la porta que l’insta a abandonar tothom. Tot i això, la princesa s’ho pensa i torna al soldat, admetent que pateix TEPT i vol solucionar les coses. Aleshores decideix alliberar-lo i respondre les preguntes que li feien, però descobreix que els seus amics estan fora del carro i és capturada de nou. |      |                               |                          |                                     |                                 |
| 152 | 21   | «Diverged»                    | David Boyd               | Heather Bellson                     | 28 de març de 2021              |
| Daryl i Carol es separen: aquesta torna a Alexandria i, descoratjada per la discussió amb la seva amiga, intenta fer-se útil per a la comunitat preparant una sopa amb les provisions sobrants. Tot i això, descobreix que té un ratolí a la casa i intenta, sense èxit, atrapar-lo. Mentrestant, Daryl té una avaria en motocicleta i es veu obligat a buscar un substitut i un ganivet suís per dur a terme la reparació, havent cedit el seu a Carol. L'endemà, Jerry va a la Carol després d’haver intuït que alguna cosa la molesta i la consola. Mentrestant, el ratolí surt de casa sol i Daryl torna a Alexandria. Ell i la Carol mantenen una incòmoda conversa, un senyal que la relació encara no s’ha esmenat i es tornen a separar. |      |                               |                          |                                     |                                 |
| 153 | 22   | «Here's Negan»                | Laura Belsey             | David Leslie Johnson-McGoldrick     | 4 d'abril de 2021               |
| Carol porta a Negan a una casa a fora d'Alexandria i li diu que han decidit exiliar-lo. L'endemà va al lloc de la derrota dels Salvadors i troba el seu club, pensant en el seu passat. Dotze anys abans, havia estat atrapat per una banda que volia saber on havia trobat els subministraments mèdics que portava a la seva esposa malalta de càncer Lucille. Negan va dir que havia arribat a una clínica mèdica ambulant i, després de ser capturat també per ells, els havia explicat els seus motius: la seva dona Lucille havia estat diagnosticada de càncer unes setmanes abans de l’apocalipsi i havia d’acabar un curs de quimioteràpia. Després d’haver perdut el subministrament restant a causa d’un fracàs al congelador, Negan va començar a buscar la clínica malgrat les protestes de la seva dona Lucille, que també li va revelar que sabia de la seva traïció abans del seu diagnòstic, demostrant que ja l’havia perdonat i de no haver de fer res més per ella. Negan, però, encara quedava i, després d’haver obtingut la droga als metges, va ser capturat per la banda. Davant les amenaces dels delinqüents, els va revelar la posició dels metges a canvi de llibertat, però quan va tornar a casa va comprovar que la seva dona s'havia suïcidat i s'havia convertit en un vagabund. En aquella ocasió, Negan va crear el seu club i, després de calar foc a la casa on vivia amb la seva dona, va tornar de la banda matant-los a tots i alliberant els metges. En l'actualitat, Negan mata a un vagabund amb el seu nou club recuperat que es trenca, així que al vespre decideix cremar-lo, confessant encara el seu amor per la seva dona morta. L'endemà al matí, Negan torna a Alexandria on Carol li fa entendre que Maggie el matarà si es queda allà. |      |                               |                          |                                     |                                 |

## Producció
El febrer de 2019, la sèrie es va renovar per una desena temporada. El rodatge va començar el maig del 2019. Andrew Lincoln va expressar el seu interès a dirigir un episodi per a la temporada 10, però no va poder fer-ho a causa de conflictes de programació. Michael Cudlitz, que va dirigir un episodi a la temporada 9, va tornar a dirigir el quart i el setè episodis de la temporada 10. La producció de l'ordre original de 16 episodis de la temporada 10 es va completar el novembre de 2019. La producció es va reprendre a l'octubre de 2020, per als sis episodis addicionals de la temporada 10. La sèrie va passar del rodatge de pel·lícules de 16 mm al digital, començant pels sis episodis addicionals. Aquest canvi es va provocar a causa de la pandèmia i precaucions de seguretat del COVID-19, ja que hi ha menys "punts de contacte" amb el digital que la pel·lícula.

### Casting

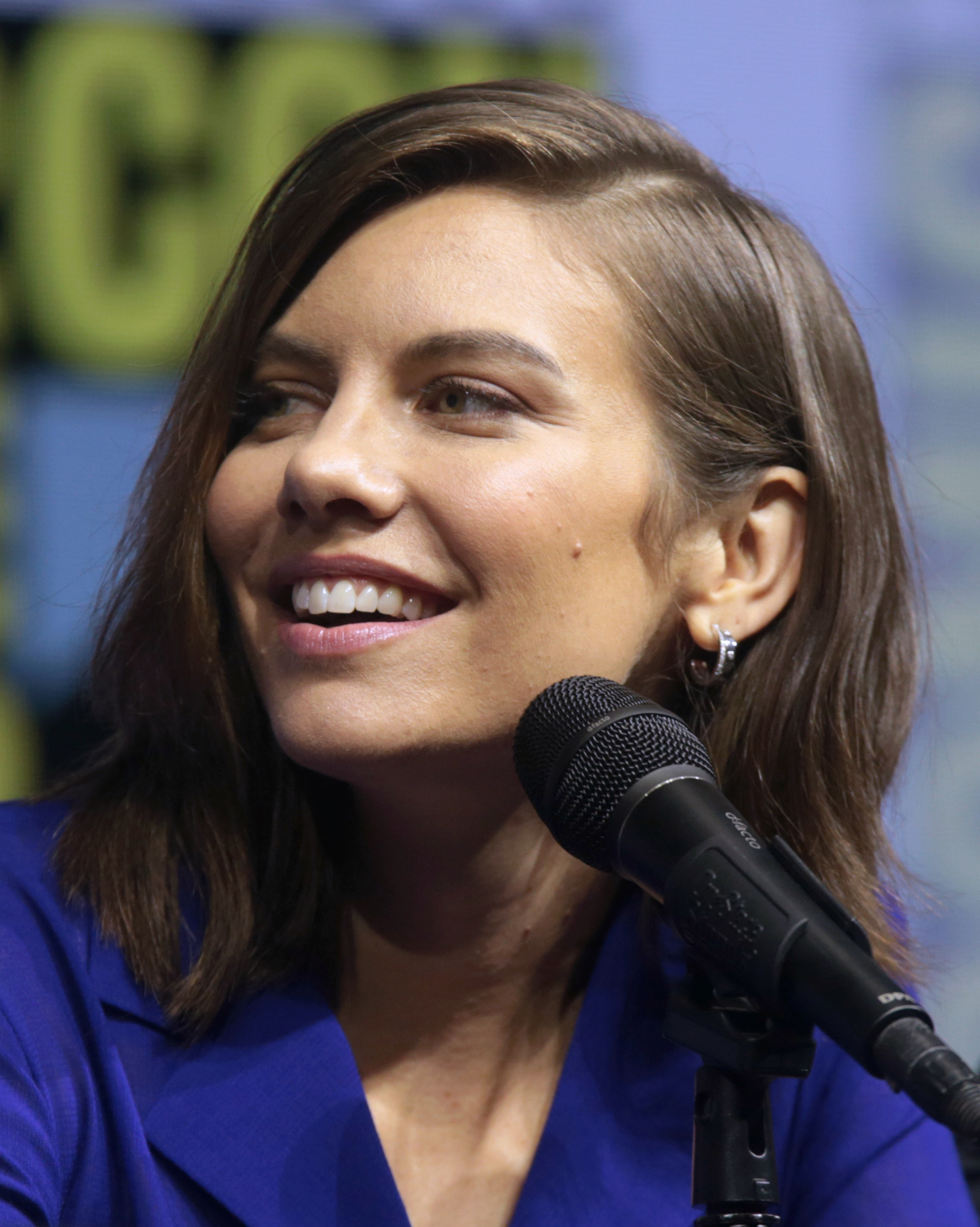
Lauren Cohan es va unir a la sèrie com Maggie Greene a finals de la temporada 10, després d'estar absent des de principis de la novena temporada.

El juliol del 2019 es va anunciar que Thora Birch i Kevin Carroll havien estat repartits; Birch interpreta a Gamma, membre dels Whisperers, i Carroll interpreta a Virgil, un supervivent que busca la seva família. Pel que fa a l'estat de Lauren Cohan al programa com a Maggie Greene, la presentadora Angela Kang va remarcar el juliol del 2019: "Només diré que hi estem treballant". Cohan va deixar The Walking Dead en la seva novena temporada per protagonitzar la sèrie de televisió Whisky Cavalier, però aquesta sèrie va ser cancel·lada després d'una temporada. A l'octubre de 2019, Kang va afirmar que Cohan tornaria com a sèrie regular a la temporada 11, però també va donar a entendre la seva aparició a la segona meitat de la temporada 10. Kang va dir que, durant la temporada de desenvolupament, fins i tot abans de conèixer el retorn de Cohan, havien seguit sembrant que Maggie encara es considerava part de la narrativa en curs perquè poguessin treballar en el seu retorn si en tenia l'oportunitat. El tràiler de "A Certain Doom", que es va emetre després de l'emissió de "The Tower", va confirmar el retorn de Maggie a la sèrie.
Com a part dels episodis ampliats de la temporada 10, un se centra en la història de Negan i presenta a la seva dona Lucille, que és interpretada per l'esposa de la vida real de Morgan, Hilarie Burton. El 19 de novembre de 2020, es va anunciar que Robert Patrick i Okea Eme-Akwari havien estat llançats per als episodis ampliats com a nous personatges Mays i Elijah, respectivament.

## Estrenar
El tràiler va sortir el 19 de juliol de 2019 al San Diego Comic-Con. L'estrena de la temporada es va fer disponible per a la transmissió als subscriptors d'AMC Premiere el 29 de setembre de 2019.
AMC va anunciar el març de 2020 que, a causa de la pandèmia COVID-19, la postproducció del final de temporada no es podia completar abans de la data d'emissió prevista per al 12 d'abril de 2020 i, en canvi, s'emetria el 4 d'octubre de 2020. La showrunner Angela Kang va afirmar que el retard en la postproducció estava relacionat amb la coordinació dels estudis de producció mundials que feien els seus efectes especials abans que l'Estat dictés les seves ordres de tancament que efectivament tancaven el seu estudi de producció de Califòrnia per combinar-los en el paquet final de l'episodi. "Home Sweet Home" es va estrenar una setmana a principis del 21 de febrer de 2021 a AMC + abans que es publiqués la seva data d'emissió televisiva i els episodis posteriors cada dijous abans de l'estrena lineal AMC diumenge.
La desena temporada de 22 capítols es va llançar en Blu-ray i DVD el 20 de juliol de 2021, amb funcions especials que incloïen múltiples comentaris d'àudio i un featurette "In Memoriam".